# Maksim Szejko
Maksim Szejko, ros. Максим Шейко  (ur. 14 kwietnia 1988) – rosyjski sztangista, wicemistrz Europy.
Startuje w kategorii wagowej do 105 kg. Jest srebrnym medalistą mistrzostw Europy z Antalyi (2012). 

## Osiągnięcia
| Rok  | Zawody             | Miasto  | Miejsce | Kategoria | Wynik  |
| ---- | ------------------ | ------- | ------- | --------- | ------ |
| 2012 | Mistrzostwa Europy | Antalya | 2.      | do 105 kg | 401 kg |